# Divriği
Divriği est une ville et un district de la province de Sivas en Turquie. Elle correspond à la ville paulicienne et byzantine de Téphrikè (en grec : Τεφρικῆ).
Elle possède notamment une Grande mosquée et un hôpital œuvre des beys Mengüjekides (1118-1252), tous deux inscrits depuis 1985 sur la liste du patrimoine mondial de l'UNESCO.